# Вівчицьк
Ві́вчицьк — село в Україні, у Голобській селищній територіальній громаді Ковельського району Волинської області. Населення становить 143 особи.

## Історія
У 1906 році село Голобської волості Ковельського повіту Волинської губернії. Відстань від повітового міста 23 верст, від волості 4. Дворів 43, мешканців 317.
До 14 серпня 2015 року село підпорядковувалось Голобській селищній раді Ковельського району Волинської області.

## Населення
Згідно з переписом УРСР 1989 року чисельність наявного населення села становила 157 осіб, з яких 73 чоловіки та 84 жінки.
За переписом населення України 2001 року в селі мешкали 142 особи.

### Мова
Розподіл населення за рідною мовою за даними перепису 2001 року:
| Мова       | Відсоток |
| ---------- | -------- |
| українська | 99,30 %  |
| російська  | 0,70 %   |

## Відомі особистості
- Наумчик Валентин Степанович (1941—2015) — український інженер-теплоенергетик, заслужений енергетик України.
- Наумчик Анатолій Степанович (1945—2019) — український інженер-теплоенергетик.